# Uchtenhagen (Adelsgeschlecht)

Wappen derer von Uchtenhagen

Die Uchtenhagen waren ein brandenburgisches Adelsgeschlecht, das im späten Mittelalter in der Neumark und der östlichen Mittelmark eine bedeutende Rolle spielte.

## Wappen
Beschreibung: In Silber ein acht speichiges rotes Wagenrad; über dem Helm ein links aufspringenden Eber mit einem Eichenzweig im Maul. Die Helmdecke ist rot-weiß.

## Geschichte
Die Familie Uchtenhagen stammte aus der Altmark. Ihr Name geht zurück auf das östlich von Osterburg an der Uchte gelegene Dorf Uchtenhagen. Deren Bezeichnung übertrugen die Uchtenhagen auf die mittelmärkische Ortschaft Uchtenhagen westlich der Stadt Bad Freienwalde (Oder) und auf das westlich der Stadt Freienwalde in Pommern gelegene Dorf Uchtenhagen. Gahlbeck (2015) hebt die Parallelität der Abläufe hervor und vermutet, die Uchtenhagen seien an der Gründung beider Städte wenigstens vorbereitend beteiligt gewesen.
Erstmals genannt werden die Uchtenhagen in pommerschen Quellen. 1243 bezeugt ein Gerhard von Uchtenhagen die Verleihung von Magdeburger Stadtrecht durch Herzog Barnim I. an Stettin. Gerhard von Uchtenhagen, der als Gründer von Freienwalde in Pommern und Uchtenhagen in Betracht kommt, gehörte offenbar zum herzoglichen Hof und befand sich, zusammen mit Vertretern der Familie von Jagow, im Besitz der uckermärkischen Burg Jagow. Bei den Jagow, die neben den Gloeden, Stülpnagel und Wreech dasselbe Wappen führen wie die Uchtenhagen und in der Askanierzeit im Wesentlichen dieselben Vornamen trugen, handelt es sich nach der Vermutung von Gahlbeck (2015) um einen Zweig der Uchtenhagen.
Die Uchtenhagen müssen um die Mitte des 13. Jahrhunderts entweder im Gefolge des Bischofs von Kammin oder gemeinsam mit den Askaniern ihren Schwerpunkt nach Süden verlagert haben, wo sie als Burgmannen von Bad Freienwalde auftreten und seit um 1300 auf dem Barnim begütert waren. Ihren Besitz in Hinterpommern hatten sie aufgegeben. Ihr Stammsitz befand sich seit dem Ende des 13. Jahrhunderts im neumärkischen Fürstenfelde, als dessen Lokatoren sie in Betracht kommen und das bis heute das Uchtenhagensche Wappen führt.
Die Uchtenhagen traten, seit Arnold von Uchtenhagen 1316 zum Burghauptmann von Meseritz bestellt worden war, im Dienst der Askanier und Wittelsbacher vielfach als brandenburgische Burgmannen, Hauptleute und Vögte hervor. Die Brüder Arnold (II) von Uchtenhagen und Henning von Uchtenhagen etwa befanden sich um 1334 im Besitz von Zehden, Schildberg und Zantoch, offenbar gemeinsam mit den Jagow, die mit Henning von Jagow 1337 und als Erbnachfolger Klaus von Jagow, als Besitzer des Dorfes Wrechow, in der Nachbarschaft, bis 1347/48 in Erscheinung treten. Im Jahr 1341 wurde den Jagows der Bau einer Burg in Sonnenburg im Lande Sternberg gestattet. 1349 wurden sie zusammen mit den Mörner mit dem Städtchen Berneuchen belehnt. Burg und Stadt Oderberg wurden ihnen verpfändet, außerdem wurde ihnen 1353 der Bau einer neuen Burg auf dem Werder in der Oder gestattet. Später befanden sich unter anderem Gabow, Glitzen und Wutzow in ihrem Besitz.
Der geographische Schwerpunkt der Uchtenhagen lag, nachdem sie Berneuchen und Oderberg schon in der Mitte des 14. und das ebenfalls neumärkische Sonnenburg zu Beginn des 15. Jahrhunderts verloren hatten, im mittelmärkischen Freienwalde. Dort bezeugt bis heute das im 16. Jahrhundert südlich von Freienwalde errichtete Vorwerk Sonnenburg die Anhänglichkeit der Uchtenhagen an ihren alten Besitz im Lande Sternberg, dem südlichen, südlich der Warthe gelegenen Teil der Neumark. Die an der Stelle des heutigen Freienwalder Bismarckturms wenige Kilometer westlich der Stadt gelegene und um 1200 von den Wettinern errichtete Burg Malchow, von der noch Mauerreste vorhanden sind, gelangte vor 1354 in den Besitz der Uchtenhagen und blieb es bis 1618. In unmittelbarer Nachbarschaft zur Burgruine befand sich zwischen 1910 und 2015 das vom „Hilfsbund für christliches Liebeswerk im Orient“ betriebene Missionshaus Uchtenhagen. In Bad Freienwalde liegt die Uchtenhagenstraße und dort das um 1774 erbaute Adelige Freihaus oder Uchtenhagenhaus, in dem sich heute das Oderlandmuseum mit Exponaten zur Ur- und Frühgeschichte und zur Kulturgeschichte des Oderbruchs befindet. Mit Hans von Uchtenhagen starb die Familie im Jahre 1618 aus, und ihre Güter gingen in den Besitz der Brandenburger Kurfürsten über.

## Personen
- Arnold von Uchtenhagen[4]
- Arnold (II) von Uchtenhagen, 1348/52 Distriktsvogt in der Neumark im Bereich der Ortschaften Königsberg, Soldin, Schönfließ, Lippehne, Bärwalde und Mohrin
- Henning von Uchtenhagen, 1348/52 Distriktsvogt in der Neumark im Bereich der Ortschaften Königsberg, Soldin, Schönfließ, Lippehne, Bärwalde und Mohrin, 1354 Mitglied im Neumärkischen Ältestenrat